# Ferdinand Pfaffinger
Ferdinand Pfaffinger (* 22. März 1946 in München) ist ein deutscher Kommunalpolitiker (UWG) und war von 2002 bis 2014 Bürgermeister von Starnberg.

## Werdegang
Pfaffinger war als Versicherungskaufmann tätig. Er ist Mitglied der Unabhängigen Wählergemeinschaft Starnberg. 1990 wurde er in den Stadtrat von Starnberg gewählt und bekleidete das Amt des Kulturreferenten. Vom 1. Mai 2002 bis 30. April 2014 war er Bürgermeister von Starnberg. 2002 war er zum Nachfolger von Heribert Thallmair gewählt worden und 2008 in einer Stichwahl im Amt bestätigt worden. Seine Nachfolgerin wurde Eva John. 

## Privates
Pfaffinger ist verheiratet, war früher Fußballer bei der SpVgg und der FT Starnberg, 1. Vorstand des Heimat-u. Volkstrachtenvereins, Spielleiter der Heimatbühne und jahrelang bei der „Starnberger Tanzlmusi“ aktiv.